# Rhianus
Rhianus (Grieks: Ῥιανός) van Kreta was  een Griekse dichter en grammaticus uit de tweede helft van de 3e eeuw v.Chr.

## Biografische gegevens
Rhianus werd geboren in Bene, op het eiland Kreta. Volgens sommige bronnen was hij aanvankelijk een slaaf en oppasser in een gymnasium, die in zijn latere leven een goede opleiding kreeg, zich aan grammaticale studies wijdde, en carrière maakte als dichter en taalgeleerde, waarschijnlijk in Alexandrië. Hij was een vriend en tijdgenoot van Eratosthenes (275—195 v.Chr.).

## Werken
Als taalgeleerde bezorgde Rhianus een nieuwe kritische editie van Homerus’ Ilias en Odyssee, die van een recht oordeel en van dichterlijke smaak getuigde.
Als dichter schreef hij epen met mythologische (vb. Heracleia) en historische inhoud (vb. Achaïca, Eliaca, Thessalica en Messeniaca), waarvan slechts enkele fragmenten bewaard gebleven zijn. 
 Op naam van Rhianus staat ook een tiental erotische epigrammen, die opgenomen zijn in de Anthologia Palatina.

## Beoordeling
In de zes boeken van zijn Messeniaca behandelde hij de tweede Messenische oorlog en maakte hij van de centrale figuur, de verzetsheld Aristomenes, een tweede Achilles. Dit epos werd door Pausanias als betrouwbare autoriteit bestempeld en diende als bron
voor het vierde boek van diens Beschrijving van Griekenland.
Een ander epos was de Heracleia, een lang mythologisch gedicht over de avonturen van Heracles, dat waarschijnlijk een imitatie was van het soortgelijke gedicht van de hand van Panyasis, en evenals het model bestond uit veertien boeken.
Rhianus was, samen met Apollonius van Rhodos, gekant tegen de opvatting van Callimachus dat het schrijven van lange gedichten uit de tijd was.
- Bibsys: 95004531
- Gemeinsame Normdatei: 118788574
- International Standard Name Identifier: 0000 0000 9314 9031
- Library of Congress Control Number: n2007085377
- Nationale Bibliotheek van Israël: 987007444011005171
- Nederlandse Thesaurus van Auteursnamen: 069951667
- Réseau des bibliothèques de Suisse occidentale: 02-A010140669
- Istituto Centrale per il Catalogo Unico: BVEV028743
- Système universitaire de documentation: 117465577
- Virtual International Authority File: 5727144